# Jan Keller (Radsportler)
Jan Keller (* 18. Mai 1991 in Zürich) ist ein Schweizer Bahn- und Strassenradrennfahrer.
Jan Keller gewann 2009 in der Juniorenklasse eine Etappe bei den Driedaagse van Axel und belegte den fünften Rang in der Gesamtwertung. Ausserdem wurde er Achter der Gesamtwertung beim GP Rüebliland. Im nächsten Jahr wurde er auf der Bahn in der Eliteklasse Schweizer Vizemeister im Omnium und im Teamsprint. Ende der Saison fuhr er für das Continental Team Price-Custom Bikes als Stagiaire.

## Erfolge – Bahn
2010
- U23-Europameisterschaft – Punktefahren

2011
- U23-Europameisterschaft – Mannschaftsverfolgung mit Olivier Beer, Silvan Dillier und Cyrille Thièry

2012
- U23-Europameister – Zweier-Mannschaftsfahren mit Silvan Dillier
- U23-Europameisterschaft – Mannschaftsverfolgung mit Silvan Dillier, Théry Schir und Cyrille Thièry

2013
- Schweizer Meister – Keirin
- Schweizer Meister – Sprint
- Schweizer Meister – Teamsprint mit Patrick Müller und Reto Müller

## Teams
- 2010 Price-Custom Bikes (Stagiaire)
- 2011 Price your Bike
- 2012 Atlas Personal-Jakroo
- 2013 Benedetto / RV Wetzikon